# Chiesa di San Giovanni a Carbonara
La chiesa di San Giovanni a Carbonara è una chiesa monumentale di Napoli sita nell'omonima strada del centro storico.
Seppur la fondazione risale al Trecento, le opere scultoree e pittoriche cinquecentesche che ne decorano gli interni la rendono una delle chiese rinascimentali artisticamente più rilevanti della città.

## Storia
La costruzione della chiesa con l'adiacente convento agostiniano ebbe inizio nel 1339 (completato poi nel 1343) grazie alle donazioni del patrizio napoletano Gualtiero Galeota che donò all'ordine religioso alcuni suoi lotti di terra destinati in epoca medievale allo scarico dei rifiuti inceneriti che, tramite lo scorrimento dei fiumi, confluivano poi in mare.
     Chiesa della Pietatella a Carbonara
     Chiesa di San Giovanni a Carbonara
     Chiostri di San Giovanni a Carbonara
     ex-Caserma Garibaldi
     ex-Torri aragonesi

Pianta dell'ex-complesso conventuale agostiniano:
Chiesa della Pietatella a Carbonara
Chiesa di San Giovanni a Carbonara
Chiostri di San Giovanni a Carbonara
ex-Caserma Garibaldi
ex-Torri aragonesi

L'ampliamento dell'inizio del Quattrocento voluto da re Ladislao, che qui desiderava essere sepolto, portò alla costruzione di un nuovo chiostro a fianco di quello preesistente (poi in seguito scomparso) e l'abbellimento della chiesa al suo interno con marmi pregiati. I lavori continuarono in seguito anche con la sorella del re, Giovanna II di Napoli, che proprio per il fratello fece erigere il grande monumento funebre dell'abside.
Durante il periodo rinascimentale il convento visse la sua massima espansione artistica e culturale divenendo anche luogo d'incontro tra uomini di cultura del panorama napoletano, come Giovanni Pontano, Chariteo e Jacopo Sannazaro. Già dal XV secolo si avvia un forte legame tra il complesso agostiniano e il casato dei Caracciolo che durerà poi per tutto il XVI secolo. Grazie alla famiglia napoletana nacquero le due cappelle absidali, una alle spalle dell'altare, voluta da Sergianni Caracciolo nel 1427, amante della regina Giovanna e che qui è sepolto, l'altra sul suo lato sinistro, voluta dal ramo dei Caracciolo di Vico. Agli inizi del Cinquecento risale inoltre la donazione di Ciancia Caracciolo grazie alla quale fu aggiunto un secondo chiostro monumentale, quello della Porteria. Alla metà dello stesso secolo si riconduce invece la nascita della cappella Somma alle spalle della controfacciata, che costrinse la chiesa a privarsi della facciata principale e di conseguenza a chiudere l'ingresso primario e ad organizzare un nuovo punto d'accesso dall'arco monumentale laterale alla navata, databile alla prima metà del XV secolo, che sarebbe poi avvenuto tramite una scalinata. Per volontà del cardinale Girolamo Seripando, invece, si ha intorno al 1570 la nascita del terzo e ultimo chiostro, quello Nuovo, e della biblioteca del convento, che durerà nella sua attività fino alla soppressione dell'ordine.
Nel 1688, dopo che un terremoto danneggiò l'intera struttura, i successivi lavori di restauro e rimaneggiamento cui fu sottoposto il convento, che si rivelarono molto costosi, fecero sì che venissero completati alcuni degli ambienti previsti nel progetto originario, con la fondazione di un educandato e del noviziato. Il convento divenne in breve tempo una delle scuole più frequentate dalla nobiltà napoletana a cavallo dei secoli XVII-XVIII; inoltre, qui venne fondata anche una scuola per i servi dei nobili.
Nel Settecento Ferdinando Sanfelice ridisegnò lo scalone monumentale principale risolvendo quindi il problema dell'accesso alla chiesa, alla cappella Seripando e alla cappella di Santa Monica, creando uno scalone monumentale che eliminasse il dislivello con la strada e che potesse permettere quindi di raggiungere dallo stesso punto d'ingresso tutti i luoghi preesistenti del complesso agostiniano. Questi lavori inclusero anche quelli di adeguamento della sottostante chiesa della Consolazione e di collegamento della stessa con la chiesa superiore; i lavori furono affidati dai padri agostiniani allo stesso Sanfelice.
Gli anni d'oro del convento agostiniano durarono fino alla soppressione dell'ordine avvenuta durante il periodo austriaco, intorno al 1729, quando gran parte degli ambienti che lo componevano furono poi destinati a uso militare: dapprima ospitò nel periodo borbonico la scuola militare, un collegio destinato ai figli dei militari distintisi per le loro azioni, poi accolse due reggimenti di fanteria e in seguito il Reggimento Real Marina. L'uso a mo' di caserma durò anche dopo l'Unità d'Italia, acquisendo la denominazione di caserma Garibaldi.
Restaurata una prima volta nel 1856 da Federico Travaglini, la chiesa di San Giovanni assieme all'annesso convento fu severamente danneggiata durante i bombardamenti del 1943 a cui seguirono ulteriori lavori di restauro che eliminarono le aggiunte ottocentesche. Oggi la parte del convento occupata dall'ex caserma Garibaldi e dal chiostro Nuovo ospita gli uffici giudiziari.

## Descrizione

### Pianta
| 1. Chiesa della Pietatella a Carbonara 2. Chiesa della Consolazione a Carbonara 3. Cappella di Santa Monica 4. Cappella Seripando 5. Chiesa di San Giovanni a Carbonara 6. Tavola dell'Annunciazione 7. Lastra tombale di Antonio Galeazzo d'Itri 8. Cappella d'Eboli di Castropignano 9. Altare della Purificazione 10. Cappella Somma 11. Altare del Carmine 12. Lastra tombale di Angelillo Manco e affresco su San Nicola Tolentino 13. Altare Miroballo 14. Altare marmoreo con la Madonna del Rosario 15. Cappella Recco (o del Presepe) 16. Altare delle Grazie 17. Sacrestia 18. Scultura di San Giovanni Battista 19. Cappella Caracciolo di Vico 20. Monumento funebre a Ladislao di Durazzo 21. Cappella Caracciolo del Sole 22. Tavola della Crocifissione, Giorgio Vasari 23. Scultura di Sant'Agostino 24. Cappella del Crocifisso 25. Cappella Argento 26. Altare Recco | Pianta del complesso |

### Esterno
La chiesa è frutto di una sovrapposizione di più strutture; all'originaria chiesa di San Giovanni a Carbonara, a cui è pressoché coetanea la cappella di Santa Monica, entrambe collocabili cronologicamente alla prima metà del Trecento, si aggiungono infatti la cinquecentesca cappella Seripando e la chiesa della Consolazione a Carbonara, databile intorno al Settecento e che funge da cripta. Oltre a questi ambienti il complesso è inoltre contiguo strutturalmente a quello della chiesa della Pietatella a Carbonara, che insiste di fianco all'accesso allo scalone monumentale esterno.
L'ingresso all'intero complesso è caratterizzato quindi da una scenografica scala in piperno a doppia rampa realizzata da Ferdinando Sanfelice nel 1707 circa.

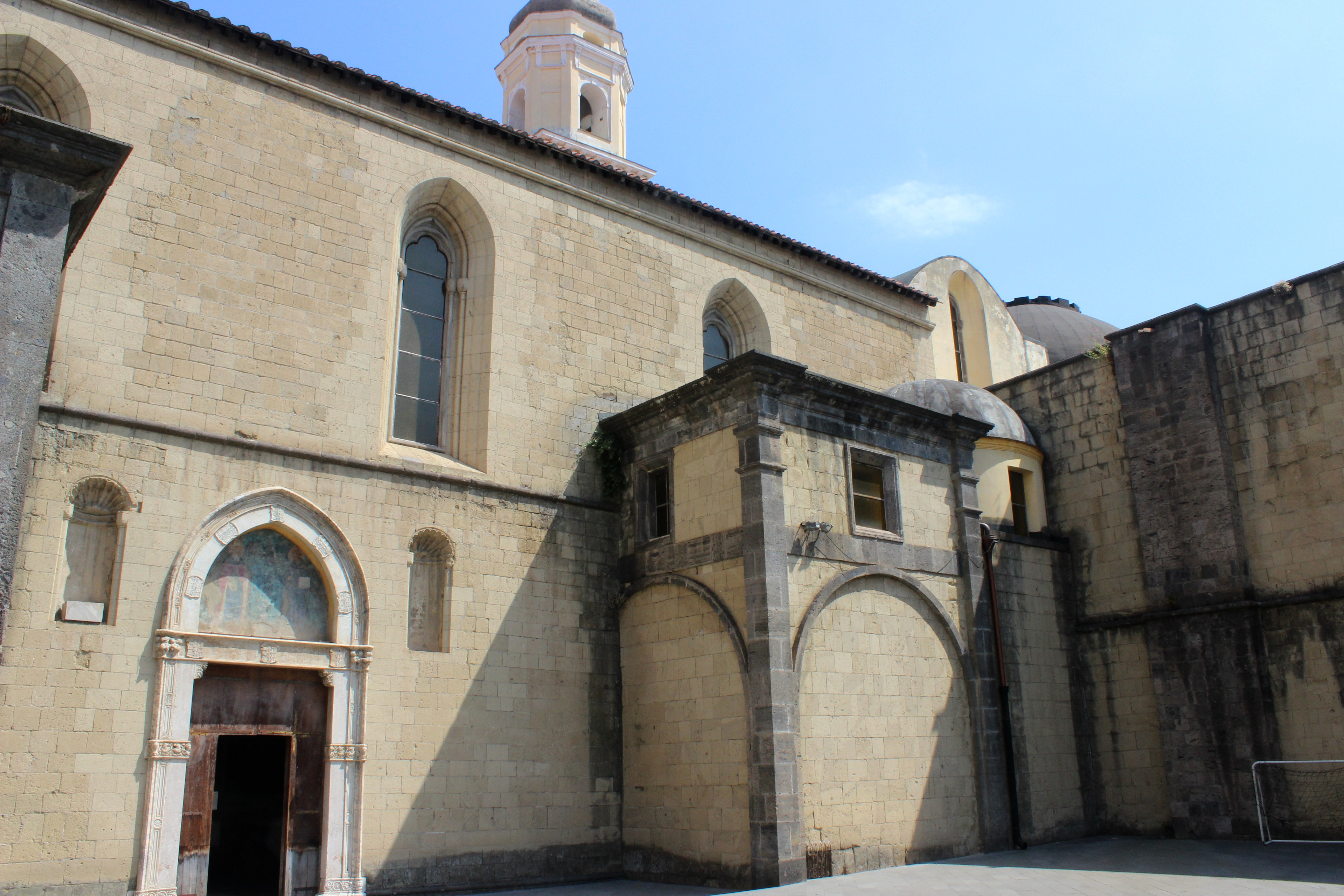
Ingresso laterale alla chiesa

Il primo ambiente che si incontra varcato l'ingresso dell'edificio è la chiesa della Consolazione a Carbonara, che si sviluppa sul livello sottostante ed il cui accesso è immediatamente prima di intraprendere la scala a doppia rampa del Sanfelice. La chiesa risale al Settecento ed è anch'essa opera di un progetto del Sanfelice; al suo interno sono ospitate opere pressoché già in San Giovanni a Carbonara, a cui tra l'altro è direttamente collegata.
Superato lo scalone sanfeliciano, a destra è la cappella di Santa Monica che di fatto funge da facciata esterna principale al complesso di San Giovanni. L'ambiente è in linea d'aria sul lato destro dell'abside della chiesa, caratterizzata da un pregevole portale d'ingresso quattrocentesco ornato con figure di santi lungo le colonne di tipico gusto rinascimentale, probabilmente di un allievo di Andrea Guardi da Firenze, e dal sepolcro di Ruggiero Sanseverino al suo interno, opera certa dello stesso Guardi. A sinistra dello scalone invece, alcuni gradini portano ad un cortile esterno su cui si affaccia la parete laterale destra della chiesa di San Giovanni, semplice nelle forme, con un bel portale gotico della prima metà del Quattrocento decorato con due pilastri ornati con stemmi dei d'Angiò-Durazzo e Caracciolo del Sole, e con una lunetta affrescata dal pittore lombardo Leonardo da Besozzo.
A sinistra dello stesso cortile, staccata dal corpo della chiesa e quindi con ingresso autonomo è infine la cappella Seripando, già del Crocifisso. Fondata dal cardinale Girolamo Seripando e arcivescovo di Salerno nel XVI secolo, la cappella è caratterizzata dal monumento sepolcrale del fratello Antonio Seripando (morto nel 1531) eseguito da Giovanni da Nola nel 1539; un tempo era presente nella cappella anche la tavola della Crocefissione (1545) del Vasari, poi spostata nell'abside della chiesa stessa.

### Interno
L'interno è caratterizzato da un'unica navata rettangolare con sette cappelle laterali, pressoché tutte aggiunte in tempi posteriori: cinque nella navata (due a sinistra, di cui una costituisce la sacrestia, e tre a destra), una nella controfacciata e due nella zona absidale.

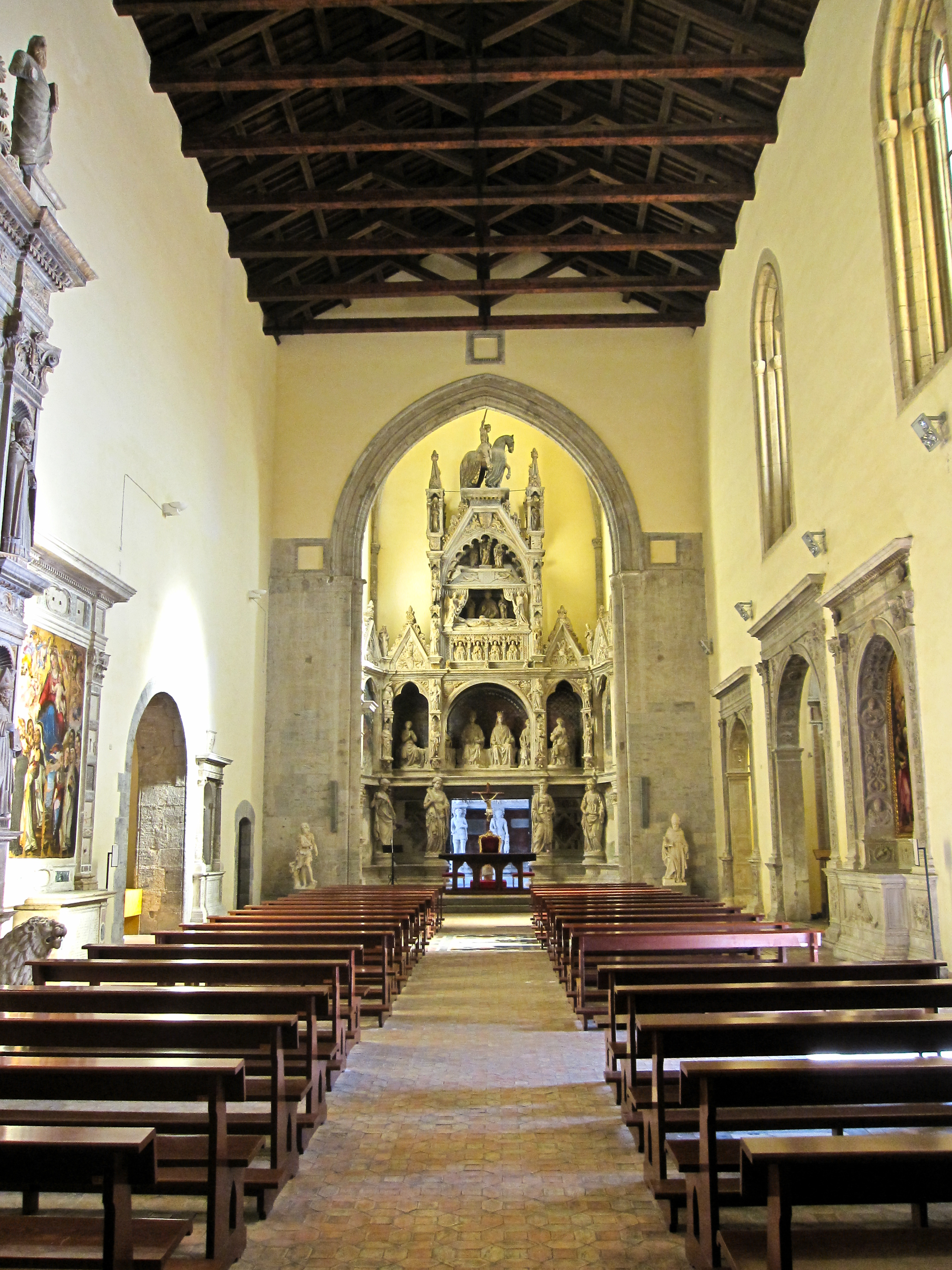
Navata

Il soffitto è a capriate lignee e l'abside è coperta a crociera. Anticipano la zona absidale due statue agli angoli della navata raffiguranti Sant'Agostino (a destra) e San Giovanni Battista (a sinistra), entrambe eseguite da Annibale Caccavello per la cappella Recco. L'abside è invece dominata nella parete frontale dal grande monumento funebre a re Ladislao di Andrea da Firenze; dinanzi al monumento è l'altare maggiore con balaustra del 1746 ed una pavimentazione a marmi policromi, posto tra due finestroni a linea tipicamente gotica, mentre sulla parete a destra è collocata una tavola della Crocefissione eseguita nel 1545 dal Vasari per la cappella Seripando.
Sulla zona absidale si aprono due grandi cappelle rinascimentali dei Caracciolo: a sinistra dell'altare è la cappella Caracciolo di Vico mentre alle spalle, accessibile passando sotto il monumento a re Ladislao, è la cappella Caracciolo del Sole. La prima ospita i sepolcri della famiglia Caracciolo di Vico e fu eseguita agli inizi del Cinquecento e conserva opere di diverse mani del rinascimento napoletano e spagnolo: Giovanni da Nola, Girolamo Santacroce, Giovanni Domenico D'Auria, Annibale Caccavello, Girolamo D'Auria, Diego de Siloé e Bartolomé Ordóñez. La seconda invece, di gusto più toscano risalente alla prima metà del Quattrocento, fu voluta da Sergianni Caracciolo del Sole e possiede importanti affreschi del Perinetto, Antonio da Fabriano e Leonardo da Besozzo alle pareti e custodisce di fronte all'ingresso il monumentale sepolcro di Sergianni Caracciolo, opera di Andrea Guardi da Firenze.

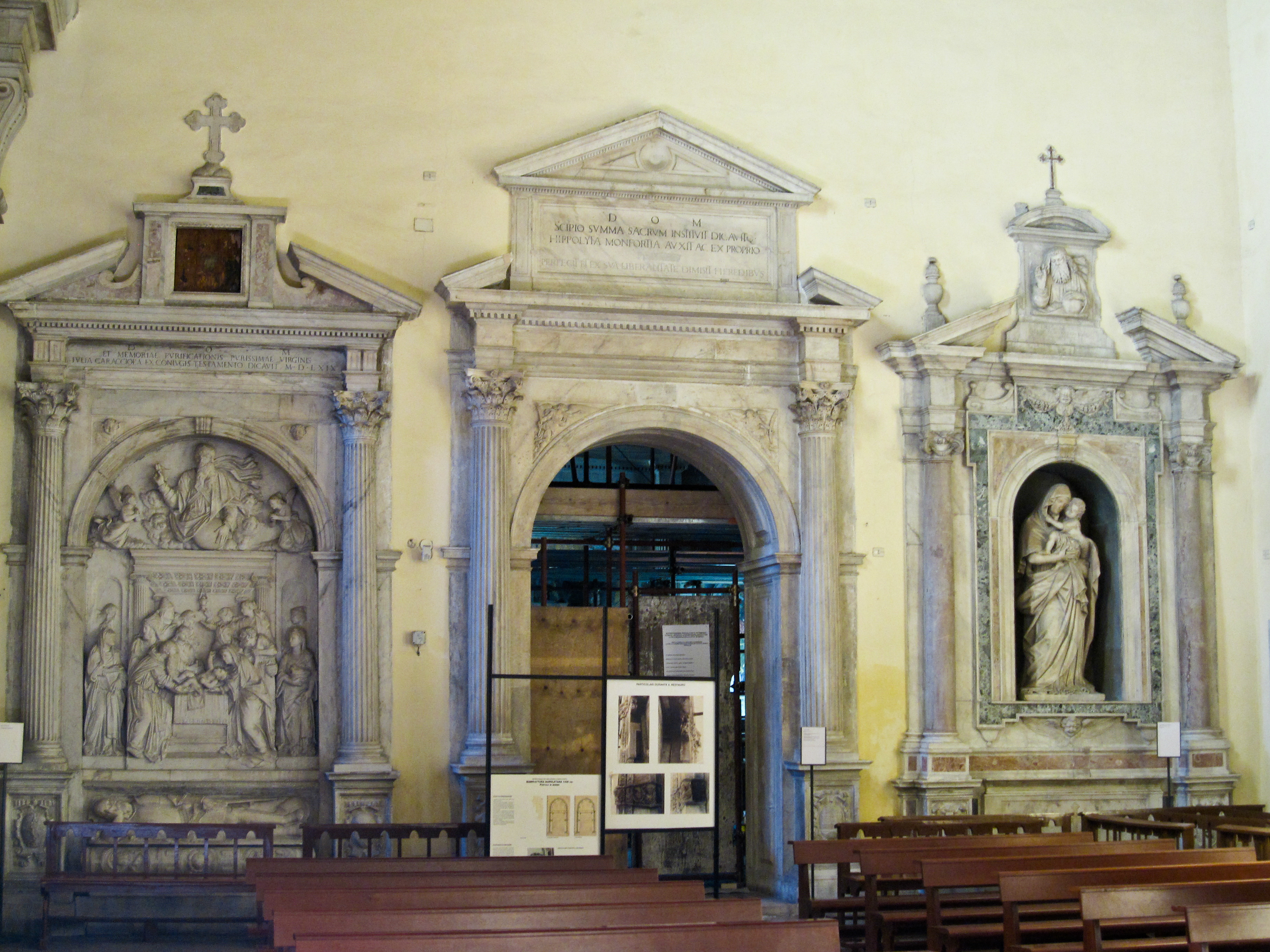
Controfacciata

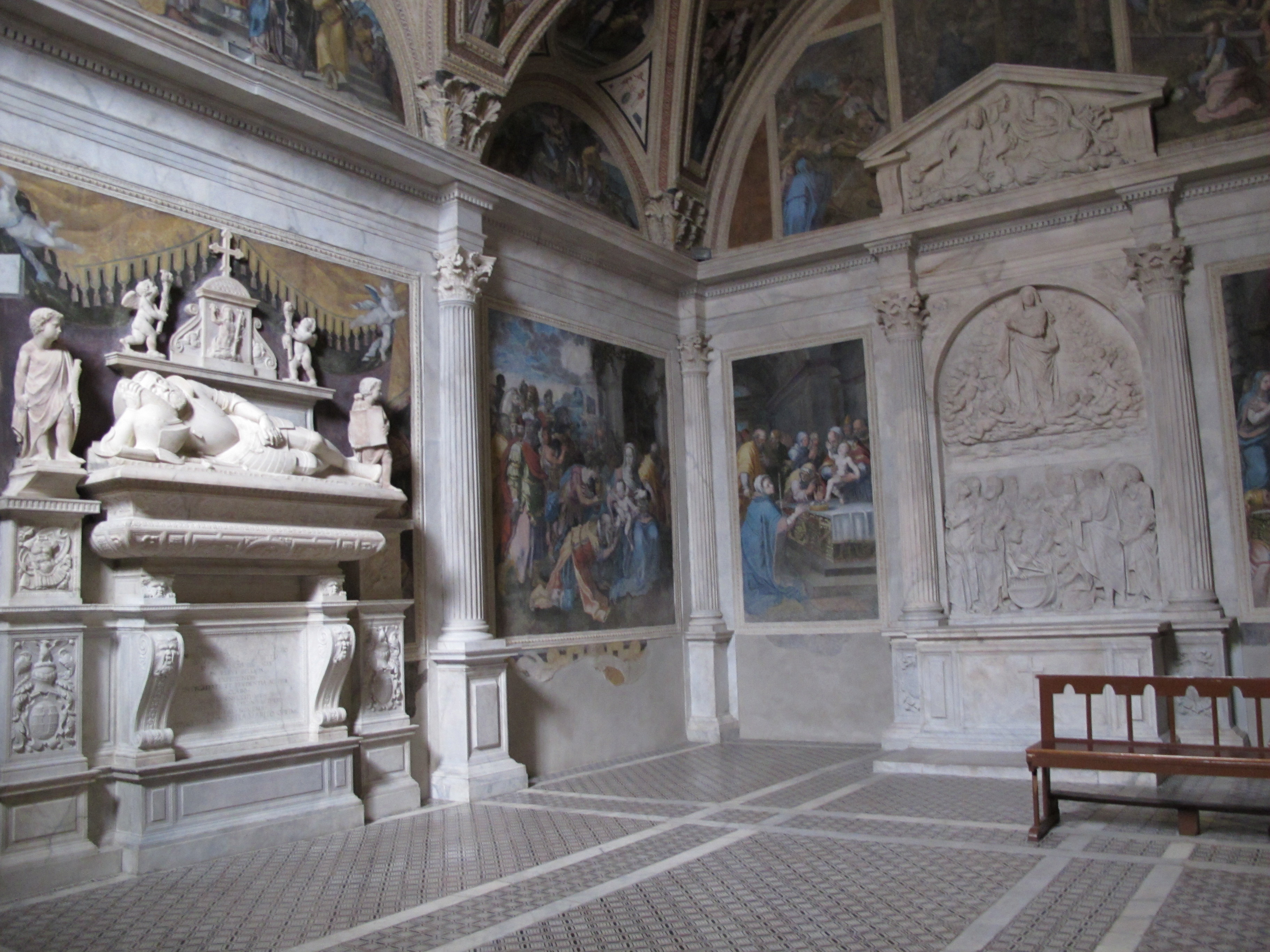
Cappella Somma

La controfacciata vede nell'angolo a destra l'altare marmoreo della Madonna del Carmine con una Madonna col Bambino nella nicchia centrale, datata 1601 e opera del Naccherino, sopra la quale è un altorilievo del Padre eterno di Tommaso Malvito; nell'angolo a sinistra è invece l'altare marmoreo con bassorilievi sulla Purificazione di Annibale Caccavello eseguito intorno alla metà del XVI secolo. Al centro tra i due altari marmorei è il portale monumentale che dà accesso alla cappella Somma. Questo ambiente fu eretto tra il 1557 ed il 1566 su disegno di Giovanni Domenico D'Auria e del Caccavello e che per il quale eseguirono, rispettivamente, l'altare e la parte inferiore del rilievo dell'Assunta il D'Auria, e la parte superiore dello stesso rilievo e il sepolcro di Scipione Somma di fronte all'ingresso il Caccavello. La cappella, tra le meglio conservate nella chiesa, ospita inoltre sulla volta e sulle pareti un ciclo di affreschi della seconda metà del Cinquecento di ignoto autore napoletano riprendente le Storie della Passione di Cristo e Profeti.
Il resto della navata della chiesa, partendo dalla controfacciata, vede lungo la parete di sinistra una lastra tombale di Angelillo Manco dei primi del Quattrocento attribuita alla cerchia di Antonio Baboccio da Piperno, seguita poi sulla parete da alcuni frammenti di affreschi quattrocenteschi di ignoto autore raffiguranti la Vita di San Nicola da Tolentino e immediatamente dopo dal grande altare Miroballo (o cappella), dedicato a san Giovanni Battista e la cui complessa decorazione è stata attribuita a vari artisti lombardi tra cui Tommaso, Giovan Tommaso Malvito e Jacopo della Pila. Il grande monumento è inoltre legato al sepolcro di Antonio Miroballo addossato alla facciata laterale sinistra dello stesso altare, opera di fine Seicento di Lorenzo Vaccaro. Succede poi, sempre addossato alla parete, un altro altare marmoreo decorato con una pala della Madonna del Rosario di Decio Tramontano. Ancora subito dopo è invece la cappella Recco, o anche del Presepe, che in origine ospitava il presepe quattrocentesco del complesso commissionato nel 1478 da Jaconello Pipe, aromatario del duca di Calabria, a Pietro e Giovanni Alamanno; le quarantacinque figure pastorali superstiti di questo presepe sono poi state trasferite al Museo nazionale di San Martino. Subito dopo, infine, è l'altare marmoreo con la statua della Madonna delle Grazie di Michelangelo Naccherino eseguito nel 1578, che anticipa a sua volta un corridoio che conduce alla sacrestia, per la quale furono composte nel 1546 sedici tavole dal Vasari con la collaborazione di Cristoforo Gherardi, poi confluite tutte al Museo nazionale di Capodimonte.
Sulla parete destra si sviluppano invece tre cappelle e un altare alla parete. Subito a sinistra dell'ingresso in chiesa, è una tavola quattrocentesca dell'Annunciazione di Giovanni da Gaeta seguita subito dopo dalla lastra tombale di Antonio Galeazzo d'Itri eseguita da un ignoto scultore settentrionale nella seconda metà del Quattrocento, mentre ancora dopo è la cappella d'Eboli di Castropignano, con alle pareti laterali i due monumenti funebri barocchi a Francesco d'Eboli e Zanobia Revertera, entrambi scolpiti da ignoti autori napoletani del Settecento. A destra dell'ingresso in chiesa è l'altare Recco, a cui lavorò anche Tommaso Malvito nella decorazione scultorea mentre la pala della Madonna col Bambino e Santi è di ignoto autore cinquecentesco. Segue il monumento la cappella Argento, già dei re Magi, in cui è ospitato nella parete di sinistra il grande monumento funebre a Gaetano Argento del 1730, opera di Francesco Pagano su progetto di Ferdinando Sanfelice. La terza cappella di destra, in prossimità dell'abside, è invece detta del Crocifisso e ospita su una parete laterale il cinquecentesco sepolcro di Fabio Caracciolo di ignoto autore mentre nella parete frontale è l'altare barocco che un tempo stava nella cappella Caracciolo del Sole. Tutte e tre le cappelle disposte lungo la parete destra sono caratterizzate da tre grandi portali d'ingresso marmorei di ignoti scultori napoletani del Cinquecento e sono inoltre frutto di aggiunte successive all'edificazione della chiesa, dettaglio che si evince dalle forme architettoniche rinascimentali degli ambienti che trovano riscontro anche dalle caratteristiche degli esterni, visibili dal cortile d'ingresso alla chiesa di San Giovanni.

## Convento
Alle spalle del complesso religioso di San Giovanni a Carbonara si sviluppa il convento agostiniano originario, coevo alla chiesa e che si allunga sino a via Foria, inglobando in origine anche due torri aragonesi.
Il convento segue le stesse vicissitudini della chiesa, caratterizzate da espansioni a partire dal Cinquecento, con la nascita di una biblioteca voluta dal cardinale Girolamo Seripando e di due chiostri monumentali (il primo dei quali voluto dallo stesso Seripando) che si aggiunsero ad uno già esistente. I chiostri di San Giovanni a Carbonara sono quindi: il chiostro di Ladislao (1343), il chiostro della Porteria (o in pietra serena, 1513) e il chiostro Nuovo (1570).
Gran parte degli ambienti del complesso hanno oggi cambiato la destinazione d'uso primaria.